# Бедфорд-Гілл (Нью-Йорк)
Бедфорд-Гілл (англ. Bedford Hills) — переписна місцевість (CDP) в США, в окрузі Вестчестер штату Нью-Йорк. Населення — 3239 осіб (2020).

## Географія
Бедфорд-Гілл розташований за координатами 41°14′26″ пн. ш. 73°41′17″ зх. д. / 41.24056° пн. ш. 73.68806° зх. д. (41.240568, -73.688077).  За даними Бюро перепису населення США в 2010 році переписна місцевість мала площу 2,61 км², уся площа — суходіл.

### Клімат
| Клімат : Бедфорд-Гілл                    | Клімат : Бедфорд-Гілл | Клімат : Бедфорд-Гілл | Клімат : Бедфорд-Гілл | Клімат : Бедфорд-Гілл | Клімат : Бедфорд-Гілл | Клімат : Бедфорд-Гілл | Клімат : Бедфорд-Гілл | Клімат : Бедфорд-Гілл | Клімат : Бедфорд-Гілл | Клімат : Бедфорд-Гілл | Клімат : Бедфорд-Гілл | Клімат : Бедфорд-Гілл | Клімат : Бедфорд-Гілл |
| Показник                                 | Січ.                  | Лют.                  | Бер.                  | Квіт.                 | Трав.                 | Черв.                 | Лип.                  | Серп.                 | Вер.                  | Жовт.                 | Лист.                 | Груд.                 | Рік                   |
| Середній максимум, °C                    | 2,8                   | 3,3                   | 8,9                   | 15,6                  | 22,2                  | 26,7                  | 29,4                  | 27,8                  | 24,4                  | 18,3                  | 11,1                  | 4,4                   | 16,3                  |
| Середній мінімум, °C                     | −6,7                  | −6,7                  | −1,7                  | 3,3                   | 8,9                   | 13,9                  | 16,7                  | 15,6                  | 12,2                  | 6,1                   | 1,1                   | −4,4                  | 4,9                   |
| Норма опадів, мм                         | 82                    | 77                    | 94                    | 96                    | 95                    | 98                    | 115                   | 116                   | 107                   | 89                    | 87                    | 95                    | 1151                  |
| Днів з опадами                           | 9                     | 8                     | 9                     | 10                    | 10                    | 10                    | 10                    | 9                     | 8                     | 7                     | 8                     | 9                     | 109                   |
| ---------------------------------------- | --------------------- | --------------------- | --------------------- | --------------------- | --------------------- | --------------------- | --------------------- | --------------------- | --------------------- | --------------------- | --------------------- | --------------------- | --------------------- |
| Джерело: Western Regional Climate Center |                       |                       |                       |                       |                       |                       |                       |                       |                       |                       |                       |                       |                       |

## Демографія
Згідно з переписом 2010 року, у переписній місцевості мешкала 3001 особа в 1138 домогосподарствах у складі 764 родин. Густота населення становила 1152 особи/км².  Було 1209 помешкань (464/км²).
Расовий склад населення:
| - 73,6 % — білих - 4,9 % — чорних або афроамериканців - 4,7 % — азіатів - 0,4 % — корінних американців - 13,1 % — осіб інших рас |

До двох чи більше рас належало 3,4 %. Частка іспаномовних становила 33,9 % від усіх жителів.
За віковим діапазоном населення розподілялося таким чином: 24,1 % — особи молодші 18 років, 64,7 % — особи у віці 18—64 років, 11,2 % — особи у віці 65 років та старші. Медіана віку мешканця становила 37,4 року. На 100 осіб жіночої статі у переписній місцевості припадало 97,8 чоловіків;  на 100 жінок у віці від 18 років та старших — 96,9 чоловіків також старших 18 років.
Середній дохід на одне домашнє господарство  становив 74 454 долари США (медіана — 42 155), а середній дохід на одну сім'ю — 82 818 доларів (медіана — 49 787). За межею бідності перебувало 11,3 % осіб, у тому числі 14,4 % дітей у віці до 18 років та 3,4 % осіб у віці 65 років та старших.
Цивільне працевлаштоване населення становило 1440 осіб. Основні галузі зайнятості: освіта, охорона здоров'я та соціальна допомога — 26,2 %, науковці, спеціалісти, менеджери — 18,2 %, роздрібна торгівля — 12,1 %, мистецтво, розваги та відпочинок — 8,3 %.